# 加計站
加計站（日语：／ Kake eki */?）是位於廣島縣山縣郡加計町（現時：安藝太田町）加計，西日本旅客鐵道（JR西日本）可部線的鐵路車站（廢站）。

## 歷史
- 1954年（昭和29年）3月30日：日本國有鐵道可部線布站至加計站之間開通，此站啟用[1]。當時為一般車站[1]。
- 1969年（昭和44年）7月27日：可部線延伸至三段峽站。
- 1978年（昭和53年）10月1日：結束車載貨物起卸業務（變為純客運車站）[1]。
- 1984年（昭和59年）2月1日：結束行李起卸業務[1]。
- 1987年（昭和62年）4月1日：伴隨國鐵分割民營化，車站由西日本旅客鐵道（JR西日本）營運[1]。
- 2003年（平成15年）12月1日：車站廢除。

## 車站構造
此站是地面車站，設有1面2線的島式月台。在島式月台兩邊外面各有1條側線。當中，在1號月台（靠近站舍的月台）外側側線的站舍旁設有第3種止衝擋。該側線與1號月台並行，隨後與1號月台路軌匯合。另一方面，2號月台外側側線靠近三段峽一方設有附上小屋頂的車庫（可停泊1架列車），在車庫對出設有渡線連接2號月台路軌，隨後與2號月台路軌並行，最後與2號月台路軌匯合。此站沒有安全側線。
在末期，由於加計至三段峽之間採用電氣路籤（牌）閉塞，因此整日都設有職員當值。
此站是舊加計町的中心車站，為可部線非電氣化區間的據點車站。此站設有夜間停泊安排。在此站到發的列車較多，若乘客前往三段峽方向，可能需要在此站轉車。另外由於此站會有乘務員進行交班，直通往三段峽方向的列車也可能會在此站長時間停靠。

## 使用狀況
跟據「廣島縣統計年鑑」，以下為1日平均乘車人次：
| 年度                | 1日平均 乘車人次 |
| ------------------- | ---------------- |
| 1987年（昭和62年）  | 451              |
| 1988年（昭和63年）  | 435              |
| 1989年（平成 元年） | 420              |
| 1990年（平成02年）  | 405              |
| 1991年（平成03年）  | 354              |
| 1992年（平成04年）  | 336              |
| 1993年（平成05年）  | 332              |
| 1994年（平成06年）  | 310              |
| 1995年（平成07年）  | 289              |
| 1996年（平成08年）  | 266              |
| 1997年（平成09年）  | 263              |
| 1998年（平成10年）  | 219              |
| 1999年（平成11年）  | 213              |
| 2000年（平成12年）  | 193              |
| 2001年（平成13年）  | 180              |
| 2002年（平成14年）  | 137              |
| 2003年（平成15年）  | 140              |

## 車站周邊
- 安藝太田町公所加計支所（舊加計町公所）
- 廣島縣加計警署（日语：山県警察署 (広島県)）（現時：廣島縣山縣警署）
- 廣島縣立加計高等學校（日语：広島県立加計高等学校）
- 安藝太田町立加計小學
- 國道434號（日语：国道434号）
- 加計郵局
- Sunshine加計（商場）

## 現狀
站舍被拆毀，但是還保留部分月台。在2006年設置了「太田川交流館 加計橋」。
在附近的車庫保留了一架KiHa28形柴油列車（KiHa28 2394）。當地的保存會繼續維保該列車。在毎年6月和11月活動時會展出該車並於場內行走。

## 相鄰車站
西日本旅客鐵道（JR西日本）
可部線
香草－加計－木坂

## 注腳

## 相關項目
- 日本鐵路車站列表 Ka

## 外部連結
- 加計站，存于 - JR西日本
- 「ぶらり可部線 春」，存于（日語） - 中國新聞